# 畠山政信
畠山 政信（はたけやま まさのぶ）は、江戸時代前期の旗本。

## 生涯
天正19年（1591年）、畠山尾州家当主・畠山貞政の子として生まれる。
畠山氏は元々河内国や紀伊国の守護だったが、貞政の頃にはその地位を失っており、天正13年（1585年）の豊臣秀吉による紀州攻めでは秀吉軍に抵抗して敗れ、紀伊における有力領主としての立場も失っていた。
その後、紀伊で生まれた政信は、豊臣秀頼の重臣・片桐且元の娘婿となり、慶長19年（1614年）10月1日に、且元が大坂城を退城する際、ともに豊臣家から離脱する。豊臣家離脱後は、且元のもとで大坂の役を戦い、大坂落城後の元和元年（1615年）、徳川家康からその功を賞された。
寛永元年（1624年）10月になると、江戸に上って、3代将軍・徳川家光に仕え、摂津国八部郡に采地300石を賜る。寛永3年（1626年）に家光が上洛する際は、家光らに先立って京都に入り、寛永11年（1634年）の上洛の際も同じ任を受けた。
寛文4年（1664年）に致仕し、休山と号す。
延宝3年（1675年）1月2日に死去。享年85。
寛文4年（1664年）に跡を継いだ子の基玄は、後に奥高家に任じられ、300石だった知行も加増を重ねて5000石にまで至った。